# Арман Путзейс
Арман Путзейс (30 листопада 1916 — 21 листопада 2003) — бельгійський велогонщик.
Бронзовий призер Олімпійських Ігор 1936 року в командній шосейній гонці.